# Бензокаїн
Бензокаїн (Анестизин) — це місцевий анестетик естеру, який зазвичай використовується як топічний засіб для знеболення або в краплях від кашлю. Це активний інгредієнт багатьох безрецептурних анестезувальних мазей, таких як засоби від виразки в порожнині рота. Він також поєднується з антипірином для утворення A/B отитних крапель для зняття болю у вухах та видалення вушної сірки. У США засоби, що містять бензокаїн для перорального застосування, протипоказані дітям молодше двох років. В Європейському Союзі протипоказання стосується дітей віком до 12 років. 
Вперше він був синтезований у 1890 р у Німеччині та схвалений для медичного використання у 1902 р.

## Історія
Вперше бензокаїн був синтезований у 1890 р німецьким хіміком Едуардом Рітцертом (1859—1946) у містечку Ебербах і виведений на ринок у 1902 р під назвою «Anästhesin».

## Медичне використання
Зовнішній лікарський засіб.
Бензокаїн призначений для лікування різноманітних станів, пов'язаних з болем. Він може бути використаний для:
- Місцева анестезія слизової оболонки порожнини рота та глотки (біль у горлі, герпес, виразка у роті, зубний біль, біль у яснах, подразнення протезів)[5]
- Отогенний біль (вушний біль)
- Хірургічна або процедурна місцева анестезія[6]

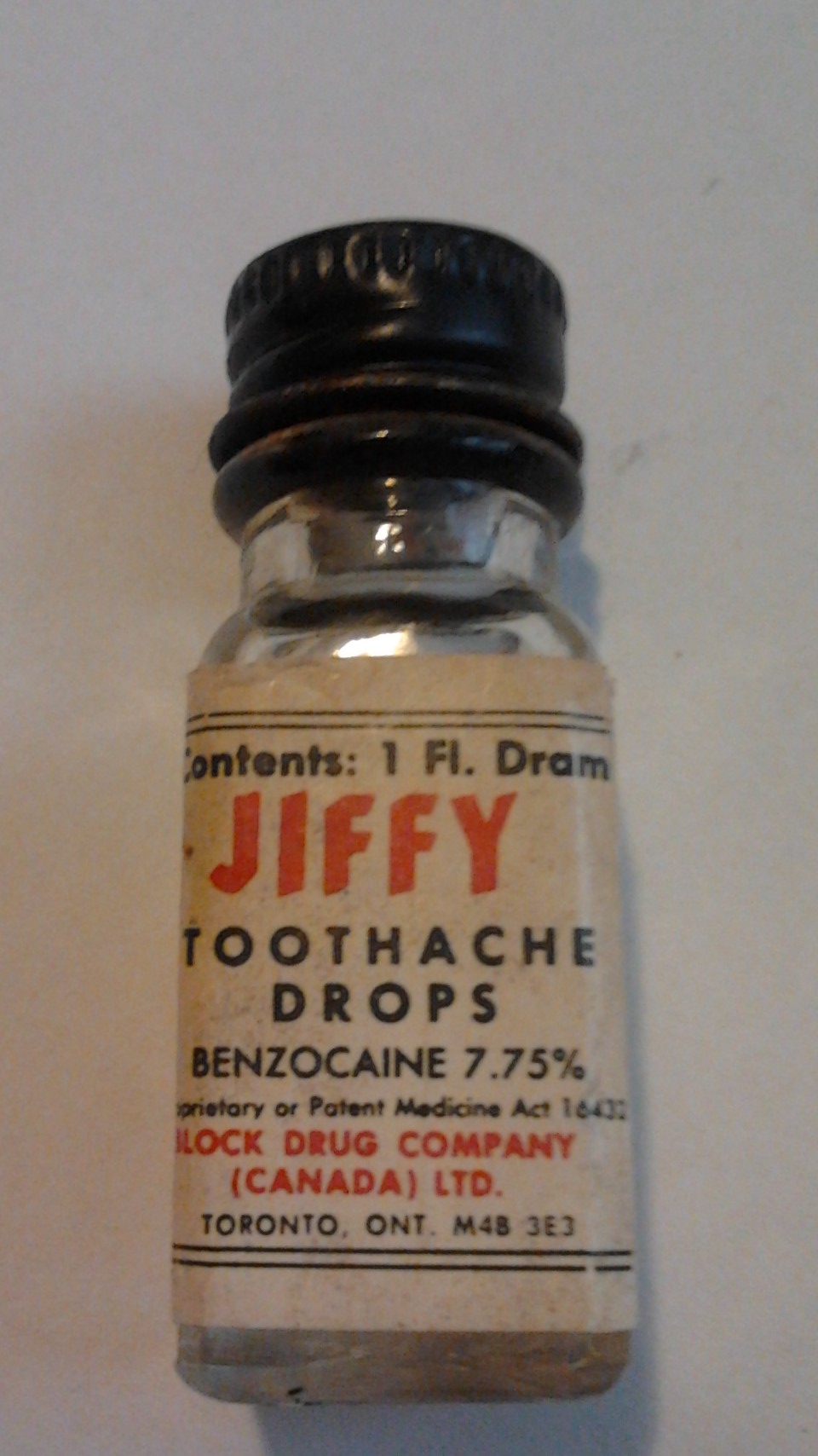
Флакон Jiffy Toothache Drops (7,75 % бензокаїну)

Бензокаїн використовується як ключовий інгредієнт у багатьох фармацевтичних препаратах:
- Деякі вушні препарати на основі гліцерину для усунення надлишку воску, а також для полегшення захворювань вуха, таких як середній отит та вухо плавців[en].
- Деякі попередні дієтичні продукти, такі як Айди[en].
- Деякі презервативи, призначені для запобігання передчасній еякуляції. Бензокаїн значною мірою пригнічує чутливість пеніса і може дозволити довше підтримувати ерекцію (безперервно), затримуючи еякуляцію. І навпаки, ерекція також швидше згасає, якщо стимул перерваний.[7][8]
- Мукоадгезивні пластири бензокаїну використовувались для зменшення ортодонтійного болю.[9]
- У Польщі він включений разом з ментолом та оксидом цинку до рідкого порошку (не плутати з рідким порошком для обличчя), який використовується переважно після укусів комарів. Сьогодні готовий Пудродерм[10] колись використовувався там як фармацевтична сполука.

### Доступні форми
Бензокаїн може входити у склад різних препаратів, включаючи: Пероральні препарати:
- Льодяники (напр. Cepacol[en], Mycinettes)
- Спрей для горла (напр. Ultra Chloraseptic)

Місцеві препарати:
- Аерозоль (напр. Topex)
- Гель (напр. Orajel)
- Паста (напр. Orabase)
- Крем (напр. Lanacane — діюча речовина 3 % бензокаїн)

Отичні препарати:
- Розчин (напр. Allergen)

## Протипоказання
- підвищена індивідуальна чутливість до будь-якого з компонентів препарату та інших амідних місцевоанестезувальних засобів
- тромбоемболічна хвороба
- гранулоцитопенія[11]

## Побічні ефекти
Як правило, бензокаїн добре переноситься та є нетоксичним при місцевому застосуванні згідно рекомендацій.
Однак, були повідомлення про серйозні небезпечні для життя побічні ефекти (наприклад, судоми, кома, нерегулярне серцебиття, пригнічення дихання) при надмірному застосуванні або при використанні препаратів з високою концентрацією бензокаїну — на шкірі.
Встановлено, що місцеве використання продуктів бензокаїну з більшою концентрацією (10–20 %), що наносяться на губи або слизові оболонки, є причиною метгемоглобінемії — розладу, при якому кількість кисню, що переноситься кров'ю, значно зменшується. Цей побічний ефект найчастіше спостерігається у дітей віком до двох років. Як результат, FDA заявила, що бензокаїнові продукти не слід застосовувати дітям віком до двох років, за винятком випадків, коли це направляє і контролює медичний працівник. В європейських країнах протипоказання стосується дітей віком до 12 років. Симптоми метгемоглобінемії зазвичай виникають впродовж декількох хвилин або годин після застосування бензокаїну і можуть виникати при першому застосуванні або після додаткового застосування.
Бензокаїн може викликати алергічні реакції (алерген c86-бензокаїн, IgE). До них належать:
- Контактний дерматит[en] (почервоніння та свербіж)[21]
- Анафілаксія (рідко)

## Фармакологія

### Фармакодинаміка
Біль викликається стимуляцією вільних нервових закінчень. Коли нервові закінчення стимулюються, натрій потрапляє в нейрон, викликаючи деполяризацію нерва і подальше ініціювання потенціалу дії. Потенціал дії поширюється по нерву до центральної нервової системи, яка трактує це як біль. Бензокаїн діє, щоб інгібувати залежні від 
напруги натрієвих каналів (VDSC) на нейронній мембрані, зупиняючи розповсюдження потенціалу дії.

## Хімія
Бензокаїн є етиловим ефіром п-Амінобензойної кислоти (ПАВК). Його можна приготувати з ПАВК та етанолу шляхом етерифікації Фішера або шляхом відновлення етилового п-нітробензоату. Бензокаїн важко розчинний у воді; він більш розчинний у розбавлених кислотах і дуже розчинний у етанолі, хлороформі та етиловому ефірі. Температура плавлення бензокаїну становить 88–90 °C, і температура кипіння становить близько 310 ° С. Щільність бензокаїну становить 1,17 г/см3.
Бензокаїн зазвичай зустрічається, особливо у Великій Британії, як добавка до вуличного кокаїну, а також як наповнювач у «законних максимумах». Поки він надає знеболювальний ефект, подібний до кокаїну, користувачі віддають перевагу бензокаїну, оскільки він є кращим наповнювачем і зв'язуючим агентом, який неможливо виявити після змішування. Бензокаїн є найпопулярнішим ріжучим агентом у всьому світі Бензокаїн використовувався для синтезу летеприніму. Лікування бензокаїну з гідразином призводить до утворення аміностимілу — сполуки, спорідненої ізоніазиду.

### Синтез
Бензокаїн можна отримати етерифікацією з використанням 4-амінобензойної кислоти та етанолу. Він також може бути отриманий шляхом відновлення етил 4-нітробензоату до аміну. У промисловій практиці відновником зазвичай є залізо та вода у присутності невеликої кількості кислоти.

## Ветеринарна медицина
Розчин бензокаїну для ванни був використаний для знеболення земноводних під час операції.

## Синоніми
Benzocaine, Anbesol, Анестезин, Benzo-Jel, Дентол, Denti-Care, Denti-Freeze, Endocaine Spray, Gelato, Lanacane, Lollicaine, Orabase, Pennacaine, Precaine B, RE Benzotic, Superdent, Topex, TOPICAINA

### Торгові марки
Orajel, Americaine, Anacaine, Chiggerex, Chiggertox, Dermoplast, Foille, Ivarest, Outgro, Solarcaine

### Комбіновані
Allergen, Альмагель А (суспензія) (Алмагель А), Анестезол, Анзибел, Бебідент, Белалгін, Беластезин, Гевіскон (суспензія), Гемопрокт, Гемороль, Гепаринова мазь, Доритрицин, Лівіан, Меновазан, Меновазин, Меновазин-Вішфа, Нігепан, Олазоль, Отизол, Проктоседил, Проктоседил М, Реліф адванс, Септолете плюс, Стоматофіт А, Тос-май, Фарисіл, Фастин